# Hamptjärnen (Grangärde socken, Dalarna, 667009-144568)
Hamptjärnen är en sjö i Ludvika kommun i Dalarna och ingår i Norrströms huvudavrinningsområde. Sjöns area är 0,022 kvadratkilometer och den är belägen 303 meter över havet.